# Moise und die Welt der Vernunft
Moise und die Welt der Vernunft ist ein Roman von Tennessee Williams, der erstmals 1975 erschien.
Der namenlose Ich-Erzähler, der sich selbst mehrfach als „hervorragend gescheiterter Schriftsteller“ tituliert, berichtet von seiner gegenwärtigen Situation und erzählt in Rückblicken aus seiner Jugend. Die Erinnerungen beginnen mit seinem fünfzehnten Lebensjahr, als er zum ersten Mal eine Affäre mit einem Mann hatte, dem Eiskunstläufer Lance, der später an einer Überdosis stirbt. Die beschriebene Jugend in den Südstaaten der USA, mit einem trinkenden und prügelnden Vater, vor dem der Erzähler nach New York flieht, hat autobiografische Züge.
In der Erzählgegenwart ist der Erzähler etwa dreißig Jahre alt und lebt mit seinem Freund Charlie, einem zehn Jahre jüngeren erfolglosen Maler, in einer verlassenen Lagerhalle in New York. Eine eigentliche Handlung hat der Roman nicht, vielmehr wird in einzelnen Episoden das disparate Leben der Figuren beschrieben, die zwischen sexueller Leidenschaft, Drogenkonsum und dem Versuch, künstlerisch zu arbeiten, pendeln. Moise ist eine schwesterliche Freundin des Erzählers, die wie alle anderen Figuren ein verzweifeltes Bohème-Leben führt und in der Geschichte eine geringere Rolle spielt, als der Titel vermuten lässt. Ihren titelgebenden Auftritt hat sie gleich zu Beginn des Romans, als sie auf einer eigens dazu improvisierten Party folgende Erklärung abgibt: „Die Zustände in meiner Welt sind unhaltbar geworden. (...) meine Welt ist ganz und gar nicht eure Welt. Wenn ich bemerke, dass jeder von uns der einzige Bewohner seiner eigenen Welt ist, so sage ich damit nur etwas unerträglich Banales. (...) es scheint mir wirklich auf der Hand zu liegen, dass eure Welt relativ gesehen eine Welt ist, die etwas Vernunft enthält.“
Der Roman erzählt weniger eine Handlung, als dass er das Erzählen selbst thematisiert. Einzelne Erzählmotive wechseln häufig assoziativ, ebenso wie die Zeitebenen. Immer wieder denkt der Erzähler über das Sprechen und Schreiben nach und verdeutlicht deren Unzulänglichkeit häufig dadurch, dass erzählende und als gesprochen inszenierte Sätze unvollendet bleiben.

## Ausgaben
- Moise and the World of Reason, Simon and Schuster, New York, 1975
- Moise und die Welt der Vernunft. Übersetzung Elga Abramowitz. S. Fischer Verlag, Frankfurt am Main, 1984, ISBN 3-10-0 92208-5; auch Aufbau Verlag, Berlin u. Weimar 1984
- Moise und die Welt der Vernunft. Übersetzung Josefine Haubold. Edition Salzgeber, Berlin 2014, ISBN 978-3-944627-01-4.